# 稲葉方通
稲葉 方通（いなば まさみち）は、安土桃山時代から江戸時代前期にかけての武将。

## 概要
永禄9年（1566年）、西美濃三人衆の1人である稲葉良通（一鉄）の四男として生まれる。はじめ織田信長に仕え、美濃国西保城主に任じられた。信長の死後は羽柴秀吉（豊臣秀吉）に仕え、九州平定や小田原征伐に参加し、天正18年（1590年）に美濃和知城に移されて4450石の所領を与えられた。
秀吉の死後は徳川家康に仕え、大坂の陣にも参加した。後に尾張藩主・徳川義直に仕え、美濃金山に所領を移された。寛永17年（1640年）10月1日に死去。享年75。